# Список умерших в 1206 году
В этой статье представлен список известных людей, умерших в 1206 году.
См. также: Категория:Умершие в 1206 году

## Февраль
- 4 февраля — Теобальд Батлер — первый барон Батлер, родоначальник династии Батлеров в Ирландии.

## Март
- 5 марта — Титмар Минденский[нем.] — князь-епископ Миндена (1185—1206), святой римско-католической церкви.
- 9 марта — Бобоне, Уго — кардинал-священник Санти-Сильвестро-э-Мартино (1190—1206), специалист в области права
- 15 марта — Муизз уд-Дин Мухаммад — султан Гуридского государства (1173—1206), убит. Его военачальники создали в этом году Делийский султанат
- 19 марта — Мария Шварновна — супруга великого князя владимирского Всеволода Большое Гнездо, основательница Успенского Княгинина монастыря, святая православной церкви
- 23 марта — Чеккано, Джордано де — кардинал-священник Санта-Пуденциана (1188—1205)

## Апрель
- 1 апреля — Симон II — герцог Лотарингии (1176—1205), умер после отречения в монастыре
- 5 апреля — Оттавиано ди Паоли деи Конти ди Сеньи — итальянский кардинал, кардинал-дьякон церкви святых мучеников Сергия и Вакха (1182—1206), Декан Коллегии кардиналов (1200—1206)
- 12 апреля — Дитхельм фон Кренкинген[нем.] — князь-епископ Констанца (1189—1206)

## Май
- 9 мая — Уго Бобоне, кардинал-священник Санти-Сильвестро-э-Мартино-ай-Монти (1190—1206).
- 10 мая — Уильям де Блуа[англ.] — епископ Линколльна (1203—1206)

## Июнь
- 4 июня:
  - Адель Шампанская — жена короля Франции Людовика VII, регент Франции (1190—1192);
  - Ако, ливский вождь, боровшийся против немецких крестоносцев.

## Июль
- 27 июля — Гицур сын Халля[исл.] — исландский годи и законоговоритель (1181—1202)

## Сентябрь
- 28 сентября — Ульрих I фон Веттин[нем.] — граф Веттина (1187—1206)

## Октябрь
- 6 октября — Арталдус[англ.] — епископ Белле (1188—1190), святой римско-католической церкви.
- 26 октября — Генри Маршал — епископ Эксетера (1194—1206), предположительно завершил строительство Эксетерского собора.

## Ноябрь
- 11 ноября — Улоф Ламбатунга[нем.] — архиепископ Уппсалы (1198—1206)

## Декабрь
- 6 декабря — Гиг II де Форе — граф Форе (1138—1199), последний граф Лиона (1138—1173)

## Дата неизвестна или требует уточнения
- Аль-Джазари — выдающийся механик-изобретатель, математик, астроном исламского возрождения государства династии Артукидов.
- Альберто ди Маласпина, итальянский трубадур.
- Артальд (Арто) Беллийский — настоятель картезианского монастыря, святой римско-католической церкви[1].
- Баха ад-Дин Сам II, четвертый правитель (малик) Бамиана.
- Бахтияр Хальджи — тюркский генерал, первый мусульманский правитель Бенгалии (1204—1206), основатель династии Халджи.
- Леоне Ветрано, генуэзский корсар, сеньор Корфу (1199—1206).
- Гилхрист[англ.] — граф Ангус (ок. 1197—1206)
- Зигфрид III — граф Веймар-Орламюнде (1176—1206)
- Иоанн X Каматир — константинопольский патриарх (1198—1206)
- Лакшмана Сена — последний правитель объединённой Бенгалии из династии Сена (1179—1206)
- Харальд Маддадссон — граф Оркни (1139—1206)
- Паре, Гай — кардинал-священник Санта-Мария-ин-Трастевере (1190—1200), кардинал-епископ Палестрины (1200—1206)
- Уильям де Бург, англо-ирландский аристократ, основатель ирландской ветви рода де Бургов.
- Фудзивара но Ёсицунэ[англ.] — японский государственный деятель, поэт и каллиграф, регент (1186—1191)
- Император Хуань-цзун — император Си Ся (1193—1206)
- Чоген[англ.] — буддистский монах, настоятель Тодай-дзи, восстановивший монастырь после военного разрушения, создатель «индийского стиля»
- Ян Ваньли[укр.] — китайский поэт